# Instituto de arte cinematográfico de Avellaneda
El Instituto de Arte Cinematográfico de Avellaneda (IDAC) es un establecimiento educativo público y gratuito de nivel terciario dedicado a la formación de profesionales en cine. Depende de la Municipalidad de Avellaneda, Buenos Aires, Argentina y otorga títulos oficiales.
Cuenta con una currícula de 4 años, de las más completas que existen, con especializaciones en Cine Documental y de Ficción, y con un departamento de Animación que ofrece la carrera de Cine Animado, de 3 años de duración. También ofrece distintos cursos de extensión gratuitos y abiertos a la comunidad. 
En el IDAC conviven en armonía la formación académica teórica con la experiencia de práctica cinematográfica constante. En sus instalaciones cuenta con infraestructura de primer nivel, aulas y sets de filmación al servicio de la formación de profesionales del ámbito cinematográfico. 

## Historia
Comenzó en 1966 como un taller para los vecinos del barrio que tuvieran interés en aprender el oficio; en aquel entonces estaba dirigido por el profesor Miguel Krebs. Algunos de sus primeros egresados son hoy profesionales de larga y reconocida trayectoria, como Hugo Colace, Carlos Torlaschi, Osvaldo Petrozzino, Jorge Nisco, entre otros.
En el año 1979, siendo rector el profesor Rodolfo Hermida, se oficializa el Instituto como Carrera de artes y oficios, con un perfil declarado hacia la producción de cine independiente, reivindicando y revitalizando al cine nacional.
Durante los años más oscuros de la Argentina, en plena dictadura militar, el IDAC se constituyó en una isla de discusión y reflexión en un contexto caracterizado por la censura y la represión. Eso le valió el apelativo de “Escuela de Resistencia” dado por Fernando Birri.
El director de fotografía Carlos Torlaschi relataba: "La llegada en 1979 (plena dictadura militar con rígida censura) de su nuevo director, Rodolfo Hermida, dio un giro copernicano a la escuela: en poco tiempo se convirtió en un completo “terciario de hecho”, con una currícula reforzada de características universitarias que generaron premios nacionales e internacionales a obras de alumnos y docentes. Además la cantidad de alumnos se triplicó (¡y hasta cuadruplicó!)".
Es una de las pocas escuelas públicas del país donde se enseña cine y la única con especialización en cine documental.
Durante en el año 2009 asume como rector interino del instituto el Sr. Raúl Tosso, quien por orden de la municipalidad comienza a gestionar el cierre de la institución. Esto se da primero durante el año 2010, donde a raíz de la creación de la universidad nacional de Avellaneda, el municipio gestiona la absorción del instituto por parte de dicha casa de altos estudios. Finalmente el cierre no se produce debido a la resistencia estudiantil y docente.
Durante el año 2011 el municipio decide cerrar el instituto de arte cinematográfico nuevamente, esta vez bajo la premisa de la oficialización de su título ante provincia. El 21 de noviembre de 2011 el instituto es tomado por los estudiantes para evitar el cierre. 
Si bien la municipalidad niega el cierre del instituto, se ha comprobado que el IDAC nunca había presentado trámite alguno ante provincia de Buenos Aires para poseer un título oficial, sino que la oficialización se había tramitado mediante un nuevo instituto (el instituto superior de formación técnica número 6387) el cual utilizaba el prestigio del IDAC para llenar su nueva currícula, completamente diferente e inaplicable en el IDAC.
Luego de 4 meses de toma se llegó a un acuerdo con la municipalidad, en el que aceptan que el IDAC siga funcionando con la curricula del 2011 por el ciclo lectivo 2012 mientras diseña un plan de estudios con la participación de estudiantes y docentes.
Hasta el año 2013 el IDAC se ubicaba en la Calle Italia 36. En el año 2014 el instituto se muda a su nueva sede en la calle 12 de octubre 463, Partido de Avellaneda.